# Llobató
Llobató o Llop és el nom donat en l'escoltisme català als nois d'entre 7 i 12 anys (depèn de l'associació escolta). En el guiatge s'anomenen daines.
El grup dels llobatons s'anomena l'Estol i el seu cap és l'Akela que és, en la història del llibre de la Selva de Rudyard Kipling, el nom del llop cap de l'Estol. La branca escolta de Llops i Daines és la unitat que formen els nois i noies d'entre 8 i 11 anys. Encara que en algunes associacions escoltes aquesta edat pot variar una mica i començar als 9 anys fins als 12] o entre els 7 i els 10 anys. Escolarment, la branca es correspon als cursos de 3è i 5è de Primària (encara que això també depèn de cada associació escolta). S'identifica amb el color de camisa groga. El petit grup rep el nom de Sisena. El projecte o acció dut a terme per aquesta branca s'anomena cacera.

## El petit grup: La Sisena[4]
La Sisena està formada per sis membres. Totes elles tenen uns elements identificatius (nom, insígnia, crit…) que les distingeixen de les altres. Es constitueixen definitivament al final del 1r Trimestre o principis del 2n i no es canvien si no hi ha problemes greus. En la formació de les sisenes cal tenir en compte:
- Que estigui formada per un nombre semblant de nens i de nenes.
- Que hi hagi un equilibri entre nous, de 2n i de 3r any.

Les sisenes poden tenir continuïtat d'un any a l'altre: els nous passen a ocupar el lloc que han deixat els qui han marxat. Dins les Sisenes, es reparteixen les feines en càrrecs estables. Un d'aquests càrrecs és el de Sisener, que és el nom que rep el nen que fa de responsable del petit grup. Un altre càrrec és el de Segon/a, que fa de secretari del grup i ajudant del/la Sisener/a. normalment són llops

## Institucions de la branca[4]
Les institucions són les vies de participació dels nens i de les nenes en la gestió de l'Estol i relacionen les Sisenes entre elles.
- Reunió: temps de trobada, aprenentatge, discussió, acord, organització de les activitats col·lectives,...
- Consell de Roca: reunió de tots en ocasions solemnes pel grup (tant per felicitar una acció, per preparar les promeses, per fer reflexions sobre un fet negatiu, ...).
- El Consell de traçuts: format pels Caps, els Segons i els llops/daines amb especialitats tècniques. Assegura la coordinació de les Caceres.
- La Taula: assemblea restringida on es van solucionant els problemes de govern menors; es vetlla pel funcionament de l'Estol i l'adaptació dels nens i nenes. Està formada pels Caps i els Siseners.

Sisener/a: és el nom que rep el/la nen/a que fa de cap o responsable del petit grup. És el responsable de la coordinació, ordre i bon funcionament de la Sisena. També és responsable de l'adaptació i de l'aprenentatge dels més petits. Segon de sisena: fa de secretari del grup i ajudant del/la Sisener/a. És un doble del/la Sisener/a amb el qual es reparteix les feines; porta el control i l'administració de la Sisena.

## Coeducació
Inicialment els nois i les noies eren en grups separats amb poques trobades durant el curs. Cap al 1970, després de la sacsejada del maig francès, la coeducació es va anar imposant, amb més rapidesa a l'associació laica Escoltes Catalans, i es van formar grups conjunts de nois i noies, llobatons i daines.

## Etapes del llobató
Quan un noi pren contacte amb un Estol assistint a alguna sortida o reunió. El nouvingut és considerat aspirant després de reunir els següents requisits:
1. Tenir de 8 a 11 anys.
2. Presentar sol·licitud d'ingrés autoritzada pel pare mare o tutor.
3. Ser aprovat l'ingrés per la junta de l'agrupament.
4. Fer-se soci de l'agrupament.

Després de tot això (a l'època dels uniformes) es comprarà la camisa i pantaló reglamentaris i el cap de l'Estol en representació del cap de l'Agrupament li imposarà el fulard i podrà prendre part a totes les reunions i sortides de l'estol.

### La promesa
Després d'haver assistit a quatre reunions o sortides de l'estol i de reunir els coneixements tècnics que s'indiquen.
1. Què vol dir "llobató" i la Història de Mowgli
2. Conèixer i saber fer els signes i crits dels llobatons.
3. Saber escriure correctament el seu nom i adreça.
4. Saber, comprenent-lo el text de la Promesa i la llei del llobató, així com les lleis de la Jungla.
5. Saber-se vestir tot sol i cordar-se sòlidament les sabates.
6. Fer la Bona Obra diària amb alegria.

L'Aspirant podrà fer La Promesa.

#### Text de la promesa
Jo prometo fer tot el que pugui per:
- ÉSSER LLEIAL A DÉU
- OBEÏR LA LLEI DE L'ESTOL
- I FER CADA DIA UNA BONA OBRA.

### Pota tendre
S'anomena així a aquells que no han fet la promesa.

### Primer estel
Per a poder ostentar el Primer estel (vermell de sis puntes sobre fons blanc) el Llobató haurà de reunir les condicions següents:
1. Haver viscut ininterrompudament la vida d'Estol, durant tres mesos com a mínim després de la promesa.
2. Dibuixar la bandera de Sant Jordi i saber-la saludar.
3. Fer tres nusos (pla, oreneta i pardal) i conèixer llur utilitat. Saber fer un paquet.
4. Fer una tombarella, saltar i parar, i córrer 30 metres a peu coix. Llançar una pilota amb la mà dreta i la mà esquerra

...

### Segon estel
Per a portar el segon cal reunir les condicions següents:
1. Posseir el primer estel i haver transcorregut 8 mesos des de la promesa.
2. Saber fer tres nusos (pescador, teixidor i cadira senzilla) a més dels del primer estel.
3. Fer tot sol un objecte útil: de fusta, cartó, metall, fang o pasta o bé presentar sis dibuixos d'objectes senzills copiats del natural.
4. Saber netejar un parell de sabates; preparar i encendre un foc, raspallar i endreçar la roba.
5. Transmetre correctament un missatge verbal de 15 paraules o més, després d'un espai de temps o cursa de 300 metres.

...

### Especialitats
Després d'obtenir el segon estel, el llobató demostrarà les seves aptituds i podrà portar les ensenyes de les especialitats, dient el "Compromís especial" en el moment de la imposició.
Per exemple: Assenyalador 
- Conèixer l'alfabet i les xifres del semàfor i del morse de manera a poder expedir i rebre un missatge simple a una distància de 50 metres mínim.
- Compromís especial: "Jo continuaré exercitant-me per si algú mai m'ha de menester".